# نهر غواسول
نهر غواسول (بالإسبانية: Río Guasaule)، وهو نهر يقع في شمال نيكاراغوا وجنوب هندوراس.